# Torre del Café

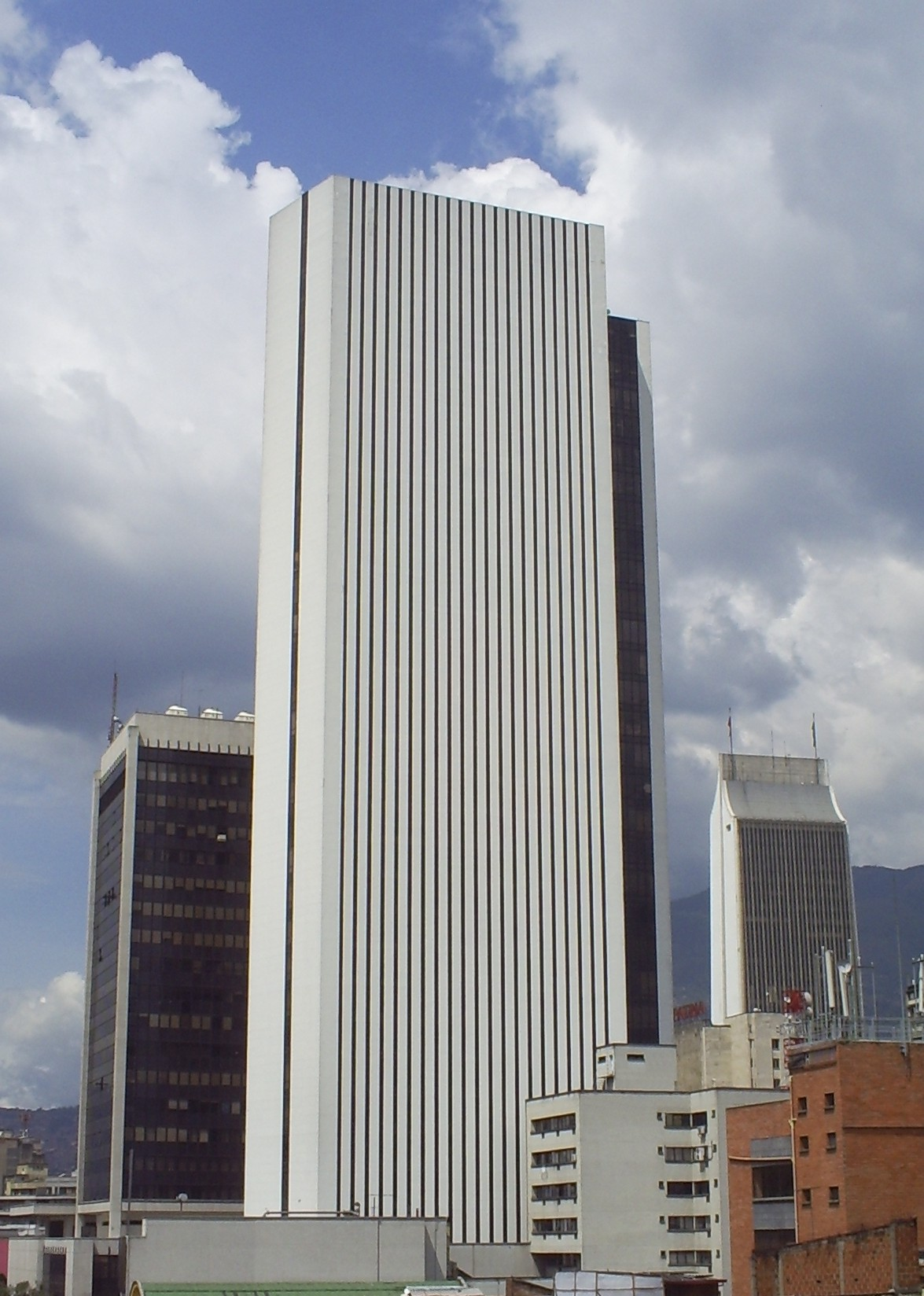
Edificio del Café, Medellín

Torre del Café, auch als Edificio del Café bekannt, ist ein Wolkenkratzer in der Stadt Medellín, Kolumbien.
Der Baubeginn war 1972. Fertiggestellt wurde der Torre del Café im Jahr 1975. Er ist rund 160 Meter hoch und mit 36 Stockwerken das zweithöchste Hochhaus in Medellin nach dem 175 Meter hohen Torre Coltejer und das zehnthöchste Gebäude in Kolumbien.
Hauptnutzung als gewerbliche Büroflächen. Im Gebäude befindet sich auch das Wirtschafts-Dokumentationszentrum der Banco de la República. Unter anderen werden dort mehr als 300.000 nationale und internationale Briefmarken und Dokumente verwahrt.